# Orquestra Sinfônica de Adelaide
A Orquestra Sinfônica de Adelaide foi fundada por 17 músicos de rádio, em 1936, em Adelaide, Austrália. A orquestra foi reformada em 1949, passando a ter 55 membros e chamada de Orquestra Sinfônica Australiana do Sul, mas a decisão foi revertida, voltando a ter o atual nome, no ano de 1974 e atualmente apresenta 74 membros permanentes. O diretor musical desde 2004 é Arvo Volmer.
Cada ano a orquestra apresenta aproximadamente 100 performances, com uma diversidade musical enorme. Apresenta-se com todas as produções da Ópera Estatal do Sul da Austrália, com o Balé Australiano e a Ópera da Austrália e no Festival de Adelaide.
A orquestra ficou mundialmente conhecida em 1998, com a primeira produção do Ciclo do Anel, de Richard Wagner. Participou novamente da produção do Ciclo do Anel em 2004 e a crítica mundial anunciou que "foi um dos melhores momentos da história da música australiana".

## Maestros
- William Cade (1939)
- Bernard Heinze (1939)
- Percy Code (1949)
- Henry Krips (1949–1972)
- Elyakum Shapirra (1975–1979)
- José Serebrier (1982–1983)
- Piero Gamba (1983–1985)
- Albert Rosen (1986)
- Nicholas Braithwaite (1987–1991)
- David Porcelijn (1993–1998)
- Arvo Volmer (2004)